# نریو برناردی
نِریو بِرناردی (ایتالیایی: Nerio Bernardi؛ ‏ ۲۳ ژوئیهٔ ۱۸۹۹ – ۱۲ ژانویهٔ ۱۹۷۱) بازیگر اهل کشور ایتالیا بود. وی در بین سال‌های ۱۹۱۸ تا ۱۹۷۰ در ۱۹۲ فیلم بازی کرد. این هنرمند در شهر بولونیا متولد و در شهر رم درگذشت. 
از فیلم‌هایی که وی در آنها ظاهر شد می‌توان به فیلم سینمایی من، من، من… و دیگران، آخرین رقص، میلیدی و تفنگدارها، السید، تهاجم ۱۷۰۰، تئودورا، ملکه زرخرید، فرشته سپید، نیروی سرنوشت، شهبانوی ناوارا، شیطان در صومعه، فانفان لا تولیپ و آن بالابالاها اشاره نمود.